# Viola curicoensis
Viola curicoensis là một loài thực vật có hoa trong họ Hoa tím. Loài này được Becker miêu tả khoa học đầu tiên.